# Coppa di Francia 1992 (ciclismo)
La Coppa di Francia di ciclismo 1992, prima storica edizione della competizione, si svolse dal 22 febbraio al 20 settembre 1992, in 12 eventi tutti facenti parte del circuito UCI. Fu vinta dal francese Jean-Cyril Robin della GAN.

## Calendario
| Corsa | Data         | Evento                                  | Vincitore           | Squadra   |
| ----- | ------------ | --------------------------------------- | ------------------- | --------- |
| 1     | 22 febbraio  | Tour du Haut-Var (1992)                 | Gérard Rué          | Castorama |
| 2     | 22 marzo     | Cholet-Pays de Loire (1992)             | Laurent Desbiens    | Collstrop |
| 3     | 5 aprile     | Grand Prix de la Ville de Rennes (1992) | Jean-Cyril Robin    | Castorama |
| 4     | 9 aprile     | Grand Prix de Denain (1992)             | Edwig Van Hooydonck | Buckler   |
| 5     | 21 aprile    | Parigi-Camembert (1992)                 | Patrice Esnault     | Chazal    |
| 6     | 26 aprile    | Tour de Vendée (1992)                   | Bruno Cornillet     | Z         |
| 7     | 3 maggio     | Trophée des Grimpeurs (1992)            | Marc Madiot         | Telekom   |
| 8     | 23 maggio    | Classique des Alpes (1992)              | Gilles Delion       | Helvetia  |
| 9     | 30 maggio    | À travers le Morbihan (1992)            | Peter De Clercq     | Lotto     |
| 10    | 30 agosto    | Grand Prix de Ouest-France (1992)       | Ronan Pensec        | RMO       |
| 11    | 13 settembre | Grand Prix de Fourmies (1992)           | Olaf Ludwig         | Panasonic |
| 12    | 20 settembre | Grand Prix d'Isbergues (1992)           | Phil Anderson       | Motorola  |